# Assedrup Station
Assedrup Station er en letbanestation på Odderbanen i Assedrup i Danmark. Den blev oprindeligt etableret som jernbanestation.
Da stationsmesteren døde i 1924, forsøgte baneselskabet at erstatte ham med en ekspeditrice. Det havde især betydning for transport af stykgods, som kvinder ikke måtte forløfte sig på, så det fremkaldte skarpe protester. En ny stationsmester blev fundet, men da han 5 år senere blev forflyttet, blev en ekspeditrice ansat. Senere blev Assedrup reelt et trinbræt ligesom de andre standsningssteder på Odderbanen.
Odderbanen blev (sammen med Grenaabanen) lukket for ombygning til letbane 27. august 2016. Det var forventet, at den ville genåbne som en del af Aarhus Letbane i december 2017, men på grund af manglende sikkerhedsgodkendelse blev genåbningen udskudt på ubestemt tid. Efter en længere proces genåbnede banen så 25. august 2018, efter at den nødvendige godkendelse fra Trafik-, Bygge- og Boligstyrelsen forelå dagen før.